# كارل جنسن
كارل جنسن (بالدنماركية: Carl Jensen)‏ (19 ديسمبر 1909 – 18 مارس 1991) هو ملاكم دنماركي راحل، مثّل بلاده في الألعاب الأولمبية الصيفية 1932.

## روابط خارجية
كارل جنسن على موقع بوكس ريك (الإنجليزية) (registration required)
- كارل جنسن على موقع أوليمبيديا (الإنجليزية)